# Cuthona nana
Cuthona nana — вид голозябрових молюсків родини Tergipedidae.

## Поширення
Вид поширений на півночі Атлантичного океану біля Ґренландії та Шпіцбергену, в Північному морі на південь до півострова Бретань.

## Спосіб життя
Молюск харчується гідроїдами Hydractinia echinata.